# Isola Lavoisier
L'isola Lavoisier è un'isola situata al largo della costa di Graham, nella Terra di Graham, in Antartide. L'isola, che raggiunge una lunghezza di circa 29 km in direzione nord-est/sud-ovest e una larghezza massima di 8, si trova in particolare nella parte sud-orientale dell'arcipelago delle isole Biscoe,  di cui rappresenta la seconda isola per superficie dietro all'isola Renaud. L'isola è separata da quest'ultima e dall'isola Rabot, a nord-est, per mezzo dello stretto di Pendleton, mentre a separarla dall'isola Watkins, a sud-ovest, è lo stretto di Lewis.

## Storia
L'isola Lavoisier è stata scoperta durante la prima spedizione francese in Antartide comandata da Jean-Baptiste Charcot e svoltasi dal 1903 al 1905. Charcot battezzò l'isola "Ile Nansen" in onore dell'esploratore norvegese Fridtjof Nansen, tuttavia, per evitare equivoci con l'isola Nansen presente nella baia di Guglielmina, il Comitato britannico per i toponimi antartici ha raccomandato di utilizzare per quest'isola il nome di "Lavoisier", in onore del famoso chimico francese Antoine Lavoisier.